# El Scout Ideal
El Scout Ideal, también conocido como El Boy Scout es la estatua más famosa por Robert Tait McKenzie. La original se encuentra al frente del Cradle of Liberty Council en la calle 22 y Winter en Filadelfia. Esta estatua ha sido reproducida y colocada al frente de muchas oficinas scouts a través de los Estados Unidos, así como también en el Parque Gilwell y Australia. El Smithsonian American Art Museum tiene listadas en su base de datos 18 copias.

## Origen
McKenzie ocupó, durante más de 20 años, un puesto en el consejo ejecutivo de la organización de los Boy Scouts en Filadelfia. Cuestionado para producir una figura de "un scout ideal", el escultor eligió varios jóvenes scouts para modelar en uniforme. En 1915, se entregó a la junta ejecutiva una figura de bronce de 18 pulgadas, junto con los derechos de las regalías por ventas de copias. Dijo que la cabeza descubierta del joven denota la reverencia, obediencia a la autoridad y la disciplina. El hacha de guerra en poder del scout es un símbolo de la verdad y la esperanza de que nunca se desenvainara para la destrucción sin sentido, sino que "se aplica sin cesar hasta el cuello de la traición, la falsedad, la cobardía, la descortesía, la deshonestidad y la suciedad".

## Lista parcial de localizaciones
| - Museo de arte de Filadelfia (1915) - San Luis, Misuri - Ottawa, Illinois - Ligonier, Pensilvania (1937) - Oficina de los Boy Scouts of America, Filadelfia, Pensilvania (1937) - Kansas City, Kansas (1937) - Universidad de Pensilvania (1937) - Pittsburgh, Pensilvania (1937) - Jackson, Mississippi (1937) - Baltimore, Maryland,(1937) - Sharpsburg, Pensilvania (1937) - Fort Worth, Texas (1956) - Cleveland, Ohio (1962) - Detroit, Míchigan (1965) - St. Paul, Minnesota (1965) - Portland, Oregon (1972) - East Stroudsburg, Pensilvania (1972) | - Peaceful Valley Scout Ranch, Elbert CO (1973) - Allentown, Pennsylvania (1975) - Mechanicsburg, Pennsylvania (1978) - Irving, Texas (1979) - Ann Arbor, Míchigan (1980) - Greenburg, Pennsylvania (1982) - Milwaukee, Wisconsin (1985) - Indianapolis, Indiana (1990) - Farmington, Pennsylvania (1991) - Reedesville, Pennsylvania (1992) - Lancaster, Pennsylvania (1995) - Raleigh, North Carolina - Sioux Falls, South Dakota - Naperville, Illinois - Ogden, Utah - Morganville (Marlboro Township), New Jersey |

## Galería

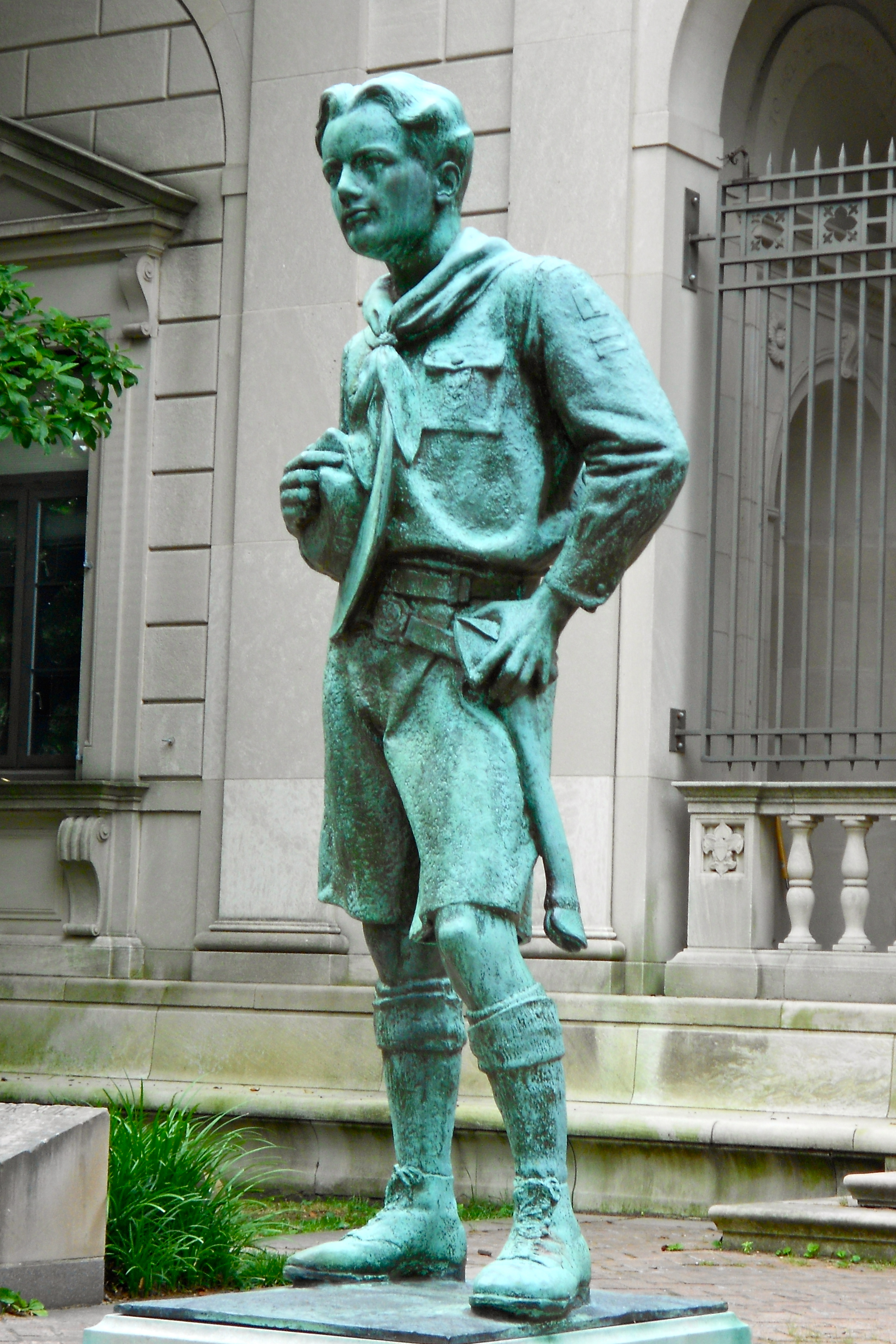
Filadelfia
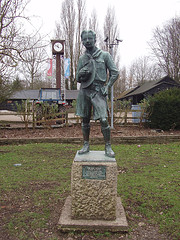
El Scout Ideal, donado al Gilwell Park in 1966 por los Boy Scouts de América
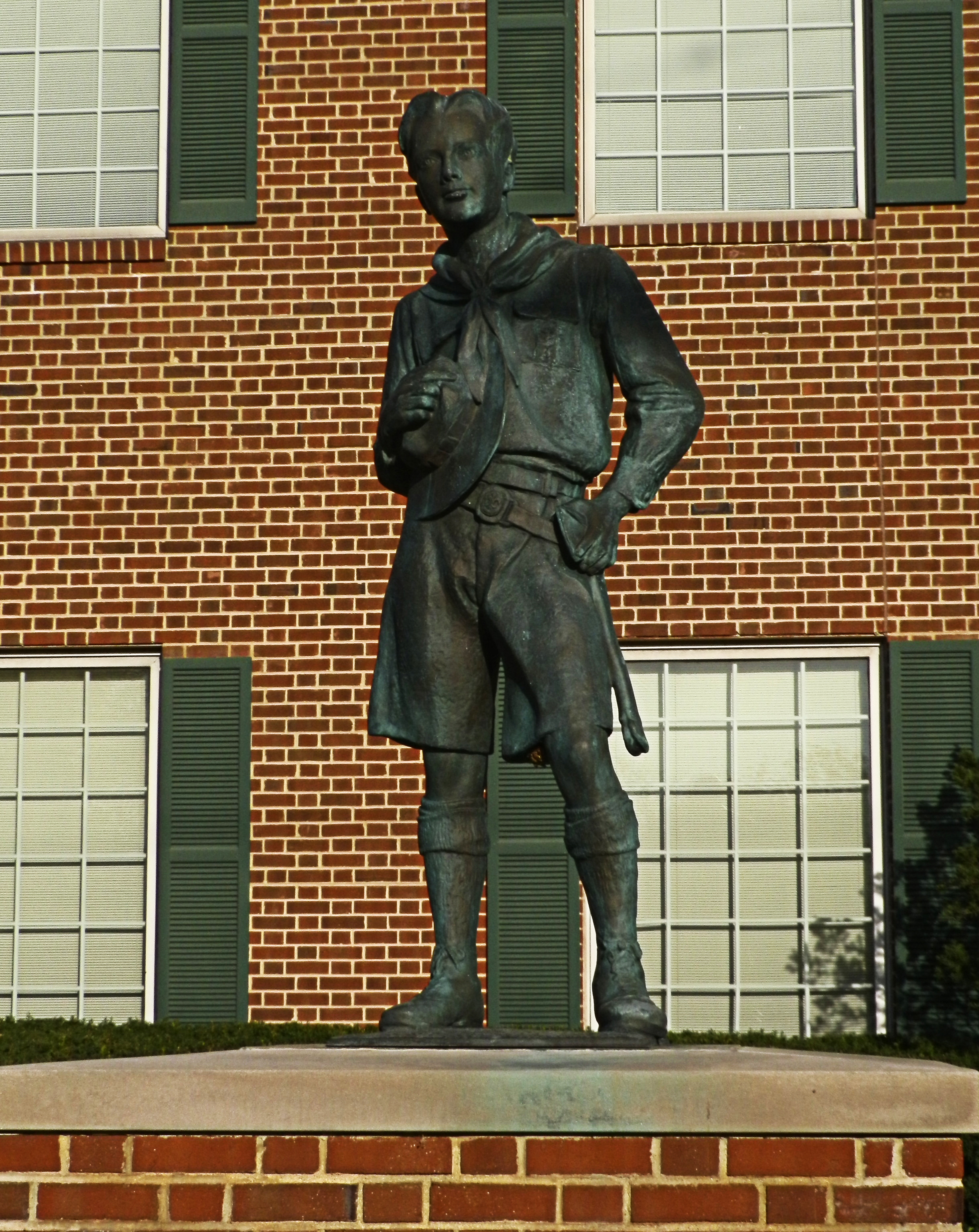
Milwaukee
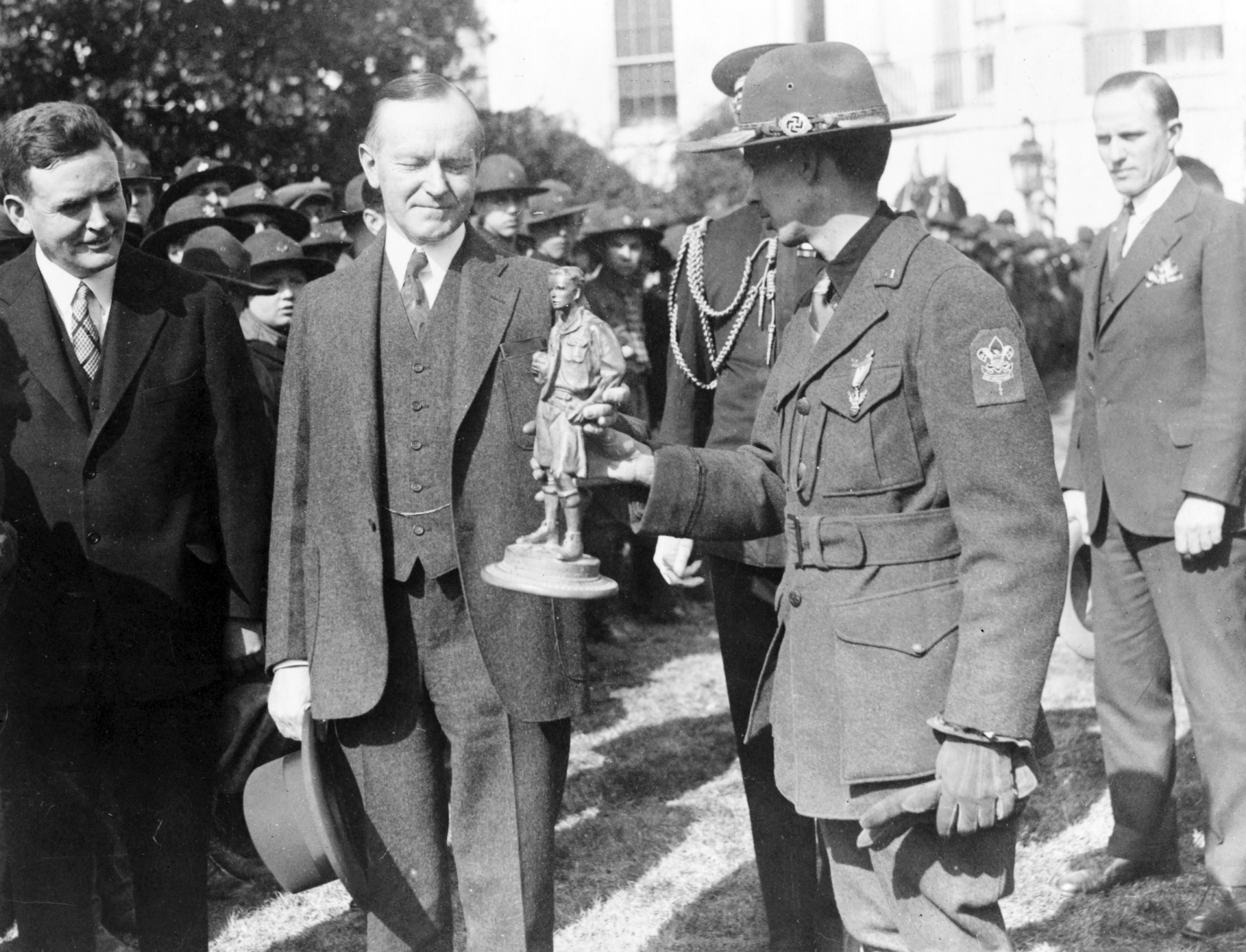
Presidente Calvin Coolidge recibiendo una copia de la estatua, afuera de la Casa Blanca, 1927.